# モンクトン
モンクトン（Moncton）は、カナダのニューブランズウィック州ウェストモーランド郡の都市。人口は71,889人で2016年の国勢調査で市域人口ではセントジョンを抜いて州内最大となった。ディエップとリバービューを含んだ都市圏人口は14万4810人で大西洋諸州内ではハリファックス、セントジョンズに次ぐ第三の都市圏を形成している。
歴史的にも大西洋諸州の中央部で鉄道などの陸上輸送のハブとして機能したため、「ハブ・シティー」と言うニックネームがある。モンクトンは現在急成長している都市圏の一つで、カナダ大西洋州内ではハリファックス、フレデリクトンと並んで人口増加が続いている数少ない都市圏である。また、1999年にはフランコフォンサミットの開催、市内にはケベック州以外では最大のフランス語の大学となるモンクトン大学があり、フランス語圏からの移民や留学生の受け入れを強化する等フランス語圏としての地位を強く押し出しており、フランス語圏と英語圏両方の機能を持つバイリンガル都市となることで発展を続けている。

## 歴史
公式的には1733年に植民開始されたが、1766年のフィラデルフィアからのペンシルベニア・ダッチ移民の到着によって、町開きが行われた。当初は農民の集落であり、市制施行されたのはその後の1855年。その1世紀前に近くのフォート・ボゼジュール（Fort Beauséjour）で捕らえられたイギリス軍士官ロバート・モンクトン（Robert Monckton）中佐にちなんで名付けられた。19世紀中頃には木造船の造船業が興隆し市となったが、1860年代には造船業は下火となった。1871年にカナダ・インターコロニアル鉄道がモンクトンに本社を構えたため、1980年にカナディアン・ナショナル鉄道が機関車操車場を閉鎖するまで100年以上に亘り鉄道の町として栄えた。
これまで、造船業、鉄道産業の興亡により2度の経済危機を経験したモンクトンは、その度ごとに復興に成功してきた。鉄道城下町として復興した際に、町のモットーを「Resurgo（復活する）」と定めた。現在では、伝統的な運輸、流通、小売及び商業都市として栄えるのみならず、教育、厚生、金融、情報科学、保険など経済基盤も多角化し、経済も安定している。失業率も現在は全国平均よりも下回っている。

## 地理
州の南東でプチコーディアック渓谷内にあり、大西洋岸諸州の中で地理的に中央部に位置する。

### 気候
気候は大西洋諸州の中では大陸性気候で冬は寒く、夏は暑い。冬季はセントローレンス湾が氷結することが寒さが厳しくなり、しばしばノーイースターにより暴風雪となることがあり積雪量も多くなる。観測史上最高気温は1935年8月18、19日の37.8度、観測史上最低気温は1948年2月5日の-37.8度である 
| モンクトン, 1981−2010年の気候 | モンクトン, 1981−2010年の気候 | モンクトン, 1981−2010年の気候 | モンクトン, 1981−2010年の気候 | モンクトン, 1981−2010年の気候 | モンクトン, 1981−2010年の気候 | モンクトン, 1981−2010年の気候 | モンクトン, 1981−2010年の気候 | モンクトン, 1981−2010年の気候 | モンクトン, 1981−2010年の気候 | モンクトン, 1981−2010年の気候 | モンクトン, 1981−2010年の気候 | モンクトン, 1981−2010年の気候 | モンクトン, 1981−2010年の気候 |
| 月                            | 1月                           | 2月                           | 3月                           | 4月                           | 5月                           | 6月                           | 7月                           | 8月                           | 9月                           | 10月                          | 11月                          | 12月                          | 年                            |
| ----------------------------- | ----------------------------- | ----------------------------- | ----------------------------- | ----------------------------- | ----------------------------- | ----------------------------- | ----------------------------- | ----------------------------- | ----------------------------- | ----------------------------- | ----------------------------- | ----------------------------- | ----------------------------- |
| 最高気温記録 °C （°F）        | 17.2 (63)                     | 18.0 (64.4)                   | 26.1 (79)                     | 29.0 (84.2)                   | 34.5 (94.1)                   | 34.4 (93.9)                   | 36.1 (97)                     | 37.8 (100)                    | 35.0 (95)                     | 28.3 (82.9)                   | 23.0 (73.4)                   | 18.3 (64.9)                   | 37.8 (100)                    |
| 平均最高気温 °C （°F）        | −3.2 (26.2)                   | −1.7 (28.9)                   | 2.7 (36.9)                    | 9.0 (48.2)                    | 16.5 (61.7)                   | 21.9 (71.4)                   | 25.3 (77.5)                   | 24.7 (76.5)                   | 20.0 (68)                     | 13.2 (55.8)                   | 6.4 (43.5)                    | −0.1 (31.8)                   | 11.2 (52.2)                   |
| 日平均気温 °C （°F）          | −8.2 (17.2)                   | −7 (19)                       | −2.3 (27.9)                   | 4.2 (39.6)                    | 10.7 (51.3)                   | 16.0 (60.8)                   | 19.5 (67.1)                   | 19.0 (66.2)                   | 14.5 (58.1)                   | 8.3 (46.9)                    | 2.5 (36.5)                    | −4.3 (24.3)                   | 6.1 (43)                      |
| 平均最低気温 °C （°F）        | −13.1 (8.4)                   | −12.2 (10)                    | −7.2 (19)                     | −0.7 (30.7)                   | 4.9 (40.8)                    | 10.0 (50)                     | 13.7 (56.7)                   | 13.2 (55.8)                   | 8.9 (48)                      | 3.3 (37.9)                    | −1.5 (29.3)                   | −8.4 (16.9)                   | 0.9 (33.6)                    |
| 最低気温記録 °C （°F）        | −36.7 (−34.1)                 | −37.8 (−36)                   | −31.7 (−25.1)                 | −17.8 (0)                     | −7.2 (19)                     | −3.9 (25)                     | 0.0 (32)                      | −1.1 (30)                     | −6.1 (21)                     | −9.4 (15.1)                   | −21.1 (−6)                    | −34.4 (−29.9)                 | −37.8 (−36)                   |
| 降水量 mm （inch）            | 97.7 (3.846)                  | 84.0 (3.307)                  | 105.9 (4.169)                 | 92.0 (3.622)                  | 101.7 (4.004)                 | 88.0 (3.465)                  | 84.8 (3.339)                  | 76.6 (3.016)                  | 93.7 (3.689)                  | 105.9 (4.169)                 | 93.8 (3.693)                  | 100.0 (3.937)                 | 1,124 (44.252)                |
| 雨量 mm （inch）              | 30.3 (1.193)                  | 30.2 (1.189)                  | 47.4 (1.866)                  | 63.4 (2.496)                  | 96.8 (3.811)                  | 88.0 (3.465)                  | 84.8 (3.339)                  | 76.6 (3.016)                  | 93.7 (3.689)                  | 104.6 (4.118)                 | 77.1 (3.035)                  | 49.1 (1.933)                  | 842.0 (33.15)                 |
| 降雪量 cm （inch）            | 67.4 (26.54)                  | 53.8 (21.18)                  | 58.5 (23.03)                  | 28.5 (11.22)                  | 4.9 (1.93)                    | 0.0 (0)                       | 0.0 (0)                       | 0.0 (0)                       | 0.0 (0)                       | 1.3 (0.51)                    | 16.7 (6.57)                   | 50.8 (20)                     | 282.0 (111.02)                |
| 平均降水日数 （≥0.2 mm）      | 14.6                          | 11.8                          | 13.6                          | 14.2                          | 14.8                          | 13.4                          | 12.5                          | 10.9                          | 11.4                          | 13.1                          | 15.3                          | 15.3                          | 160.8                         |
| 平均降雨日数 （≥0.2 mm）      | 4.8                           | 4.3                           | 7.0                           | 11.3                          | 14.6                          | 13.4                          | 12.5                          | 10.9                          | 11.4                          | 12.9                          | 12.6                          | 7.1                           | 122.8                         |
| 平均降雪日数 （≥0.2 cm）      | 11.7                          | 9.1                           | 8.7                           | 5.2                           | 0.75                          | 0.0                           | 0.0                           | 0.0                           | 0.0                           | 0.36                          | 4.3                           | 10.1                          | 50.1                          |
| 出典：Environment Canada      |                               |                               |                               |                               |                               |                               |                               |                               |                               |                               |                               |                               |                               |

### 人口
| 年度   | 人口（人） | 増加率（%） |
| ------ | ---------- | ----------- |
| 2016年 | 71,889     | 4.1         |
| 2011年 | 69,074     | 7.7         |
| 2006年 | 64,128     | 5.0         |
| 2001年 | 61,046     | 2.9         |
| 1996年 | 59,313     | 4.4         |
| 1991年 | 56,823     | -           |

- 増加率は過去5年間の人口増加率を意味する。

| 母語話者（モンクトン）2016 | 母語話者（モンクトン）2016 | 母語話者（モンクトン）2016 | 母語話者（モンクトン）2016 | 母語話者（モンクトン）2016 |
| -------------------------- | -------------------------- | -------------------------- | -------------------------- | -------------------------- |
|                            |                            |                            |                            |                            |
| 英語                       | 英語                       |                            | 64.6%                      | 64.6%                      |
| フランス語                 | フランス語                 |                            | 31.9%                      | 31.9%                      |
| その他                     | その他                     |                            | 6.9%                       | 6.9%                       |

| 人種・民族構成（モンクトン） 2016年 | 人種・民族構成（モンクトン） 2016年 | 人種・民族構成（モンクトン） 2016年 | 人種・民族構成（モンクトン） 2016年 | 人種・民族構成（モンクトン） 2016年 |
| ----------------------------------- | ----------------------------------- | ----------------------------------- | ----------------------------------- | ----------------------------------- |
|                                     |                                     |                                     |                                     |                                     |
| 白人                                | 白人                                |                                     | 87.6%                               | 87.6%                               |
| 先住民系                            | 先住民系                            |                                     | 5%                                  | 5%                                  |
| 黒人                                | 黒人                                |                                     | 2.6%                                | 2.6%                                |
| アラブ系                            | アラブ系                            |                                     | 1.38%                               | 1.38%                               |
| 中国系                              | 中国系                              |                                     | 0.9%                                | 0.9%                                |

2016年センサスによる人口は66,222人であり、人口増加が続いている。そのうち、87.6%が白人、7.4%が有色人種、5%が先住民である。モンクトン都市圏はウエストモーランド群とアルバート郡にまたがっており人口は144,810人。

### 言語
2016年の統計による市内の住民の母語の割合は英語が64.6%、フランス語が31.9%となっているがその他も6.9%を占め、近年のシリア難民等の移民受け入れからアラビア語が多くなっている。住民の半数が英仏バイリンガルであるが、仏語しか理解できない層は3.4%に過ぎないが、英語しか理解できない層は48.4%に達する等のギャップが残っている。自治体はバイリンガル都市としてフランス語の利用を促進する動きがあるが、それに反発する英語系住民の存在もある。
モンクトン市に隣接しモンクトン都市圏に位置しているディエップは住民の母語の73%がフランス語のフランス語圏、リバービューは英語が90%を占める英語圏となっている等、都市圏内でもおおよそ英語圏と仏語圏に分かれている。また、英語と仏語を混ぜて話す人もいる。

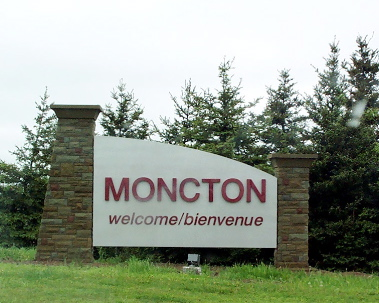
二か国語表記

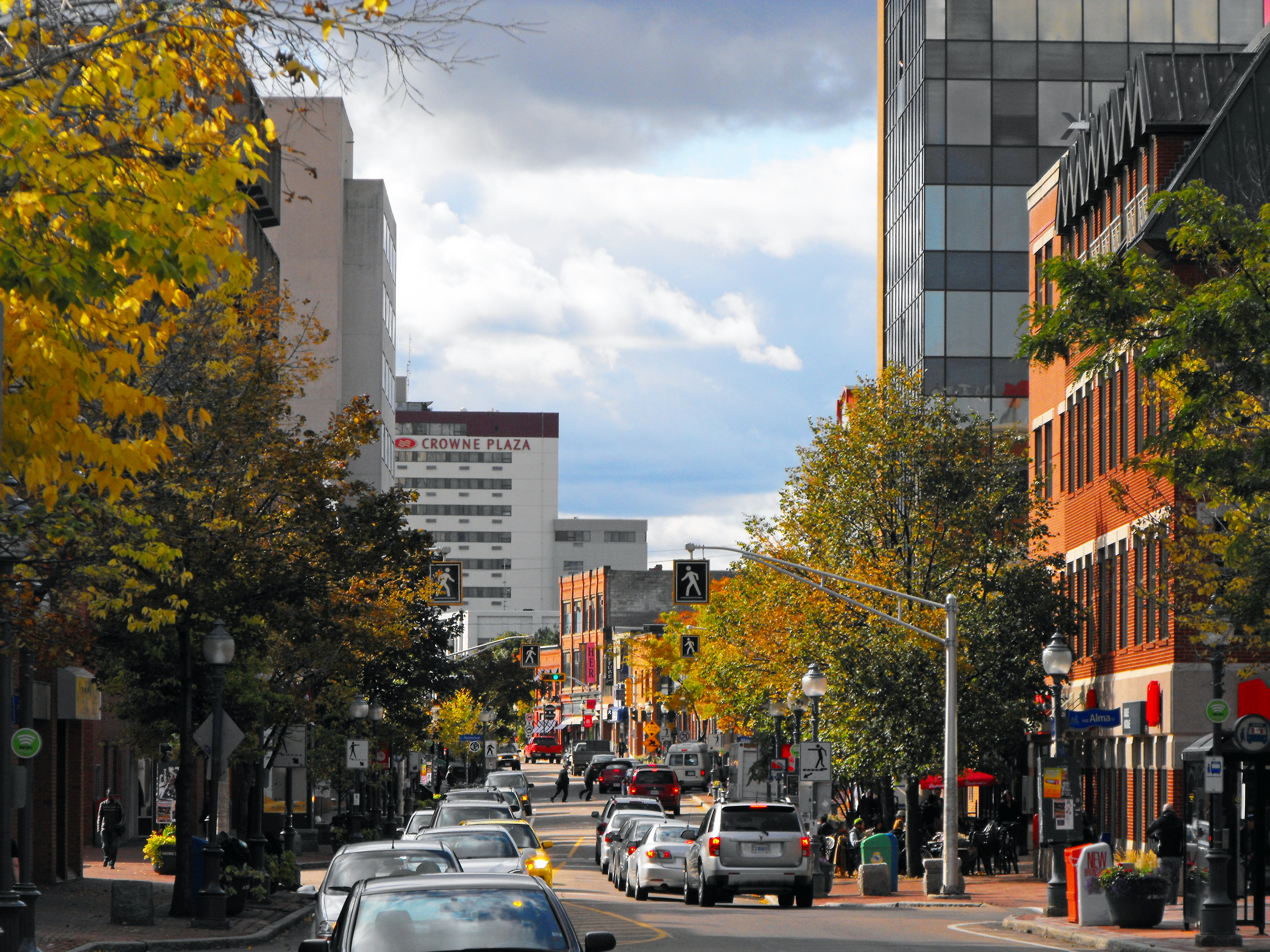
モンクトン中心部

## 教育

### 大学
- モンクトン大学（英語版）（Université de Moncton、仏語系）：カナダにおいて、ケベック州以外で最大のフランス語大学。フランス語圏各国からの留学生も多い。
- クランドール大学（英語版）（Crandall University、英語系）：アトランティック・バプティスト大学から改称。
- ニューブランズウィック大学（英語版）（University of New Brunswick、英語系）：拠点はフレデリクトンとセントジョンにあるが小規模なモンクトン校が置かれている。

## 交通

### 空港
- モンクトン国際空港（英語版） - 州内最大の空港。

### 鉄道
カナディアン・ナショナル鉄道はモンクトンの歴史に大きな影響を及ぼしてきたが、1970年代以降の存在が徐々に希薄となった。しかしながら現在は貨物輸送を行なっているのみではあるものの、都市西側には操車場とインターモーダル輸送ターミナルが広がり、大西洋岸地域本部をモンクトンに置いている。旅客輸送はVIA鉄道が事業を行ない、モンクトン駅に停車するオーシャン号がモントリオール - ハリファックス間を週6回通っている。

### 高速道路
- トランスカナダハイウェイ2号線
- ニューブランズウィック州道15号線
- ニューブランズウィック州道16号線

### 都市交通
- コーディアック・トランジット（Codiac Transit）：モンクトン、ディエップ、リバービュー内のバス運行

### 都市間交通
- 沿海バス（Maritime Bus）：都市間バス運行。以前はアカディアンラインズと呼ばれていた。